# Johann Joachim Spalding

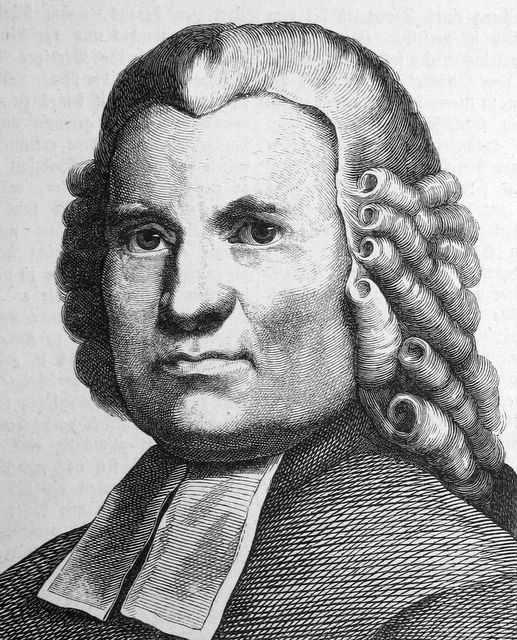
Johann Joachim Spalding.

Johann Joachim Spalding (Tribsees, 1 de noviembre de 1714 - Berlín, 25 de mayo de 1804) fue un filósofo, moralista y teólogo protestante alemán.
Traductor de Shaftesbury y de los físico-teólogos ingleses, es autor de Bestimmung des Menschen (Determinación del hombre, 1748), Gedanken über den Werth des Gefühls im Christentum (Reflexiones sobre el valor de los sentimientos en el cristianismo, 1761) y de Über die Nutzbarkeit des Predigtamts und derren Beförderung (Sobre la utilidad de la predicación y su promoción, 1772). 
- Datos: Q70394
- Multimedia: Johann Joachim Spalding / Q70394